# Pavel Janda
Pavel Janda (Ostrov nad Ohří, 18 de agosto de 1976) es un deportista checo que compitió en piragüismo en la modalidad de eslalon. Ganó una medalla de plata en el Campeonato Europeo de Piragüismo en Eslalon de 1996, en la prueba de C1 por equipos.

## Palmarés internacional
| Campeonato Europeo | Campeonato Europeo   | Campeonato Europeo | Campeonato Europeo |
| Año                | Lugar                | Medalla            | Competición        |
| ------------------ | -------------------- | ------------------ | ------------------ |
| 1996               | Augsburgo (Alemania) | Medalla de plata   | C1 por equipos     |